# Aplosonyx
Aplosonyx is een geslacht van kevers uit de familie bladkevers (Chrysomelidae).
De wetenschappelijke naam van het geslacht werd in 1837 gepubliceerd door Louis Alexandre Auguste Chevrolat.

## Soorten
- Aplosonyx albicornis (Wiedemann, 1821)
- Aplosonyx ancora Laboissiere, 1934
- Aplosonyx apicalis (Weise, 1922)
- Aplosonyx apicicornis (Jacoby, 1886)
- Aplosonyx banksi (Weise, 1913)
- Aplosonyx basalis (Jacoby, 1896)
- Aplosonyx batuensis (Jacoby, 1897)
- Aplosonyx chalybea (Hope, 1831)
- Aplosonyx collaris (Duvivier, 1885)
- Aplosonyx duvivieri (Jacoby, 1900)
- Aplosonyx fraterna (Duvivier, 1891)
- Aplosonyx frenbi (Bowditch, 1925)
- Aplosonyx fulvicornis (Weise, 1913)
- Aplosonyx fulvoplagiatus (Jacoby, 1897)
- Aplosonyx humeralis (Bowditch, 1925)
- Aplosonyx indicus (Jacoby, 1896)
- Aplosonyx inornatus (Jacoby, 1892)
- Aplosonyx kinabaluensis Mohamedsaid, 1999
- Aplosonyx lituratus (Weise, 1922)
- Aplosonyx monticola (Bowditch, 1925)
- Aplosonyx mouhoti (Baly, 1879)
- Aplosonyx nigriceps Yang, 1995
- Aplosonyx nigricollis (Duvivier, 1885)
- Aplosonyx nigripennis (Jacoby, 1884)
- Aplosonyx orientalis (Jacoby, 1892)
- Aplosonyx ornata (Jacoby, 1892)
- Aplosonyx ornatipennis (Jacoby, 1896)
- Aplosonyx pahangi Mohamedsaid, 1990
- Aplosonyx parvula (Jacoby, 1886)
- Aplosonyx philippinensis (Jacoby, 1891)
- Aplosonyx pictus (Chen, 1939)
- Aplosonyx quadriplagiatus (Baly, 1886)
- Aplosonyx quadripustulata (Baly, 1877)
- Aplosonyx robinsoni (Jacoby, 1905)
- Aplosonyx rufipennis (Duvivier, 1892)
- Aplosonyx scutellatus (Baly, 1879)
- Aplosonyx semiflavus (Wiedemann, 1819)
- Aplosonyx shelfordi (Jacoby, 1905)
- Aplosonyx smaragdipennis (Chevrolat, 1838)
- Aplosonyx speciosus (Baly, 1879)
- Aplosonyx spenceri Kimoto, 1989
- Aplosonyx sublaevicollis (Jacoby, 1889)
- Aplosonyx sumatrae (Jacoby, 1884)
- Aplosonyx sumatrae (Weber, 1801)
- Aplosonyx sumatrensis (Jacoby, 1884)
- Aplosonyx tianpingshanensis Yang, 1995
- Aplosonyx tibialis (Baly, 1865)
- Aplosonyx varipes (Jacoby, 1892)
- Aplosonyx wallacei (Jacoby, 1894)
- Aplosonyx yunlongensis Jiang, 1992